# جامع الزيواني
جامع الزيواني أو جامع باب البيض هو جامع يقع في منطقة باب البيض في الموصل، وشيد المسجد 1104هـ/ 1692م على يد الشيخ محمد الزيواني. وهو من مساجد الموصل التاريخية والأثرية.
وذكر المؤرخ العمري في منهله عن الشيخ الزيواني ما يأتي: ((مدفون في ناحية من الموصل وسط العمارة قريب من السور وكانت لهُ قبة تزار، وبجانبهِ مسجد صغير لهُ فناء واسع)) وعلى ذلك صار مرقد الشيخ الزيواني الذي كان من الشيوخ الصالحين جوار المسجد.

## تاريخ الجامع
يسمى الجامع «جامع الزيواني» نسبة إلى الشيخ محمد الزيواني المدفون فيه، وكان أحد الصالحين ودفن في فناء الجامع، ولقد تحطم وانهار جزء كبير من المنارة وبدات الهيئة العامة للاثار والتراث عمليات هدم لاجزاء من الجامع ولكنها توقفت
ومنارة الجامع منارة قديمة مبنية من الآجر ووضع أعلاها برج من الحديد عوضا عن البناء.
وللجامع سبيل خانة مكتوب عليها عبارة تقول:«عمرت ابتغاء لمرضاة الله». ولقد تعاقب على بناء الجامع رجال كثيرون في أزمنة متفرقة ومتباعدة، وأول من استوهب الوزير سليمان الجليلي توليته من ناظره السابق هدم المسجد وأعيد بناؤه بعد أن أشترى البيوت المجاورة لهُ وجعلهُ جامعاً كبيراً، ولقد أسهمت فيهِ أخته حمراء خاتون بنت محمد أمين آل الجليلي المتوفية عام 1213هـ، وأمهم حليمة خاتون المتوفية عام 1201هـ.

### مدرسة الجامع
كان للجامع مدرسة دينية لتعليم علوم القرآن ويدرس فيها العلوم العقلية والنقلية وخرجت الكثير من علماء الدين وممن درّس فيها محمد أمين الخطيب العمري.
وكان في الجامع خمسة غرف يسكنها الطلاب الدارسين في المدرسة، وتحتوي المدرسة على خزانة كتب تحوي مختلف المخطوطات ولم تزل موجودة فيها وقد ذكرها الدكتور داود الجلبي في كتابهِ مخطوطات الموصل، وعطلت المدرسة حاليا ومبنى المدرسة أتخذ مخزنا لمتاع وآثاث الجامع وكان أول من درس بها الملا يحيى المزوري، وفي عام 1207هـ جدد عمارتها محمد باشا الجليلي.

## السبيل خانة
كان في الجامع سبيل خانة تقع خارج الجامع، وفوق نافذة السبيل خانة كتبت أبياتاً من الشعر تقول:

## اغتيال الإمام
اغتيل إمام وخطيب الجامع لؤي سعد الدين عثمان عام 2008 م.

## صور

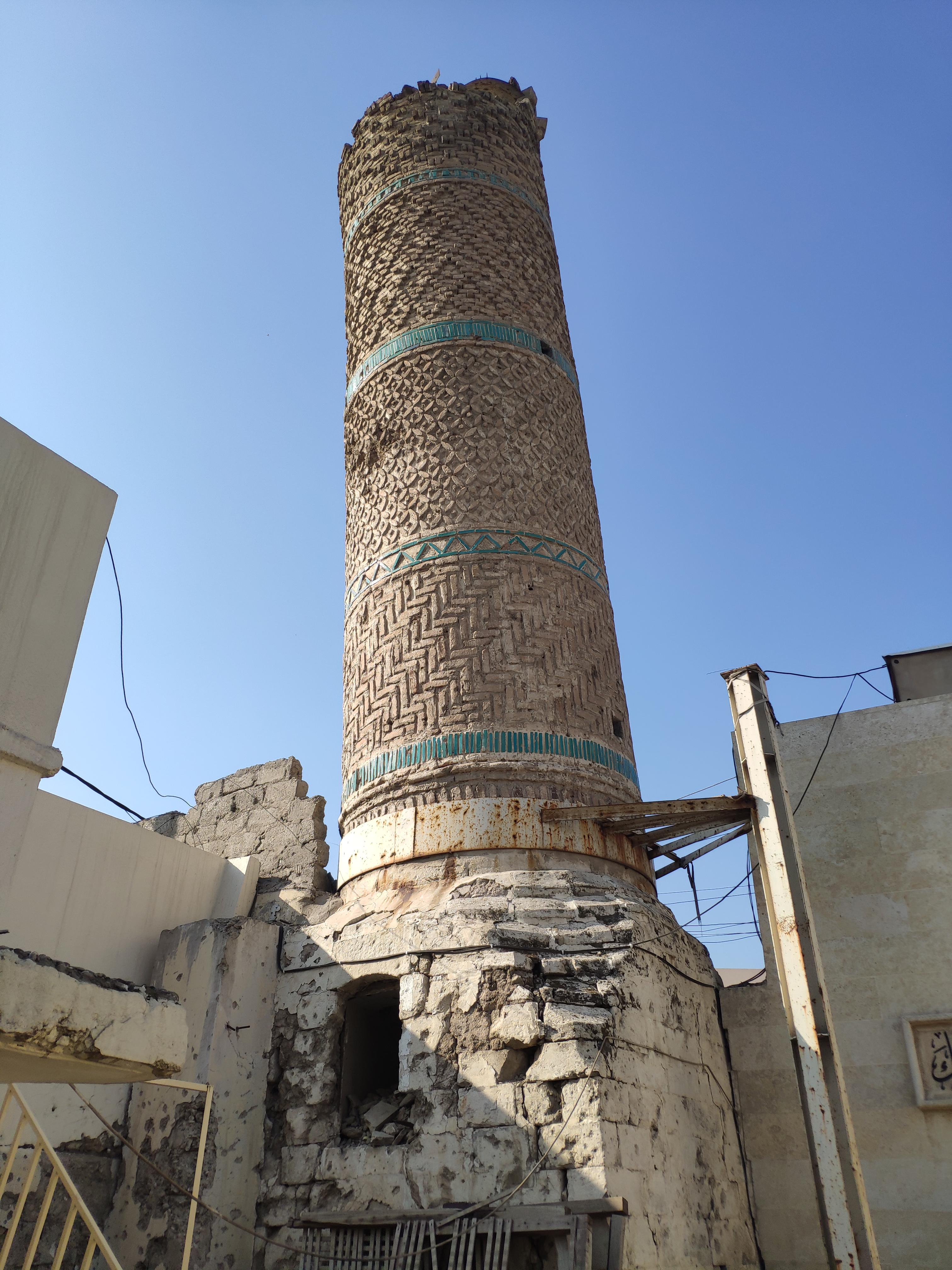
منارة الجامع
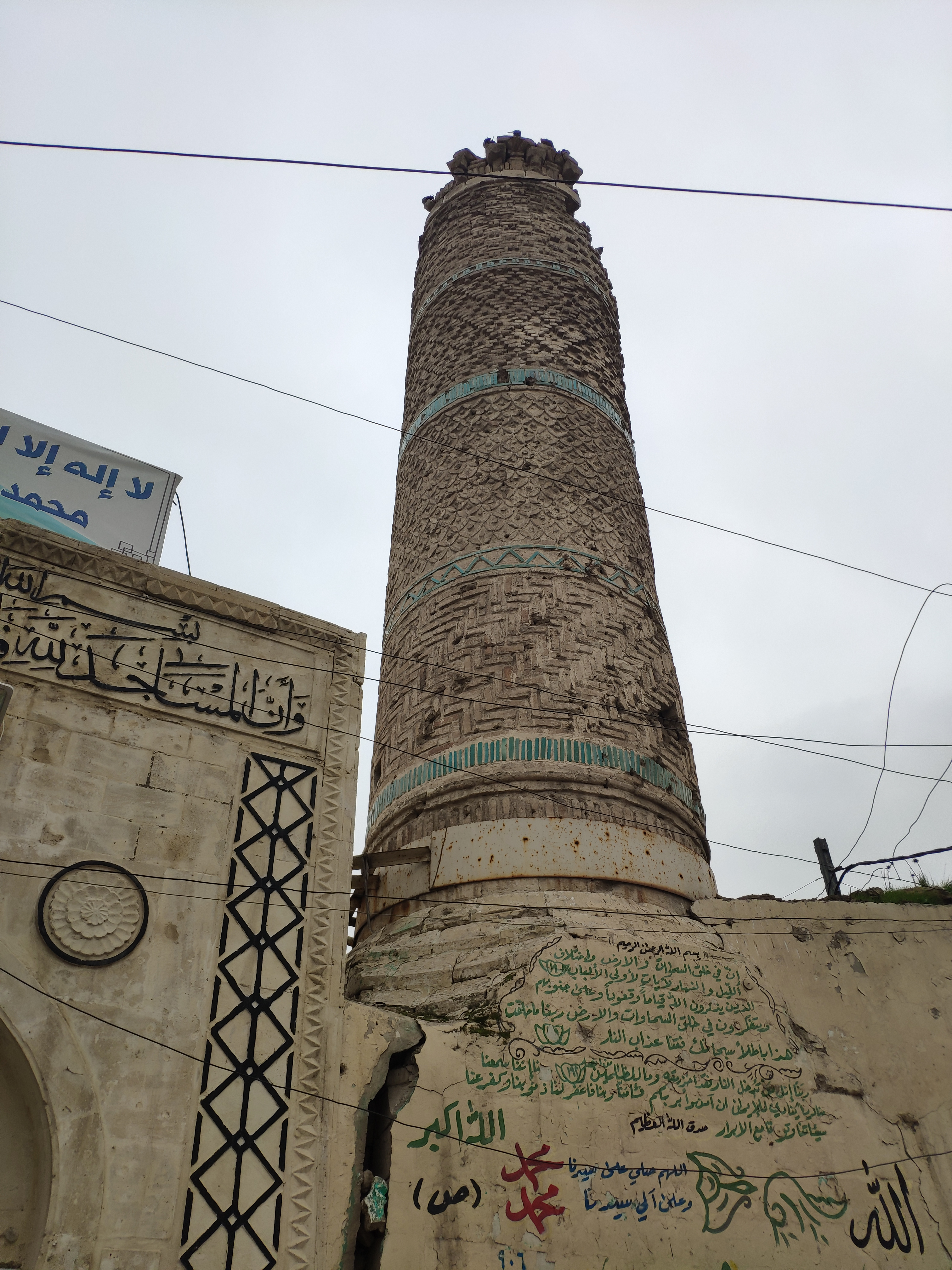
منارة الجامع
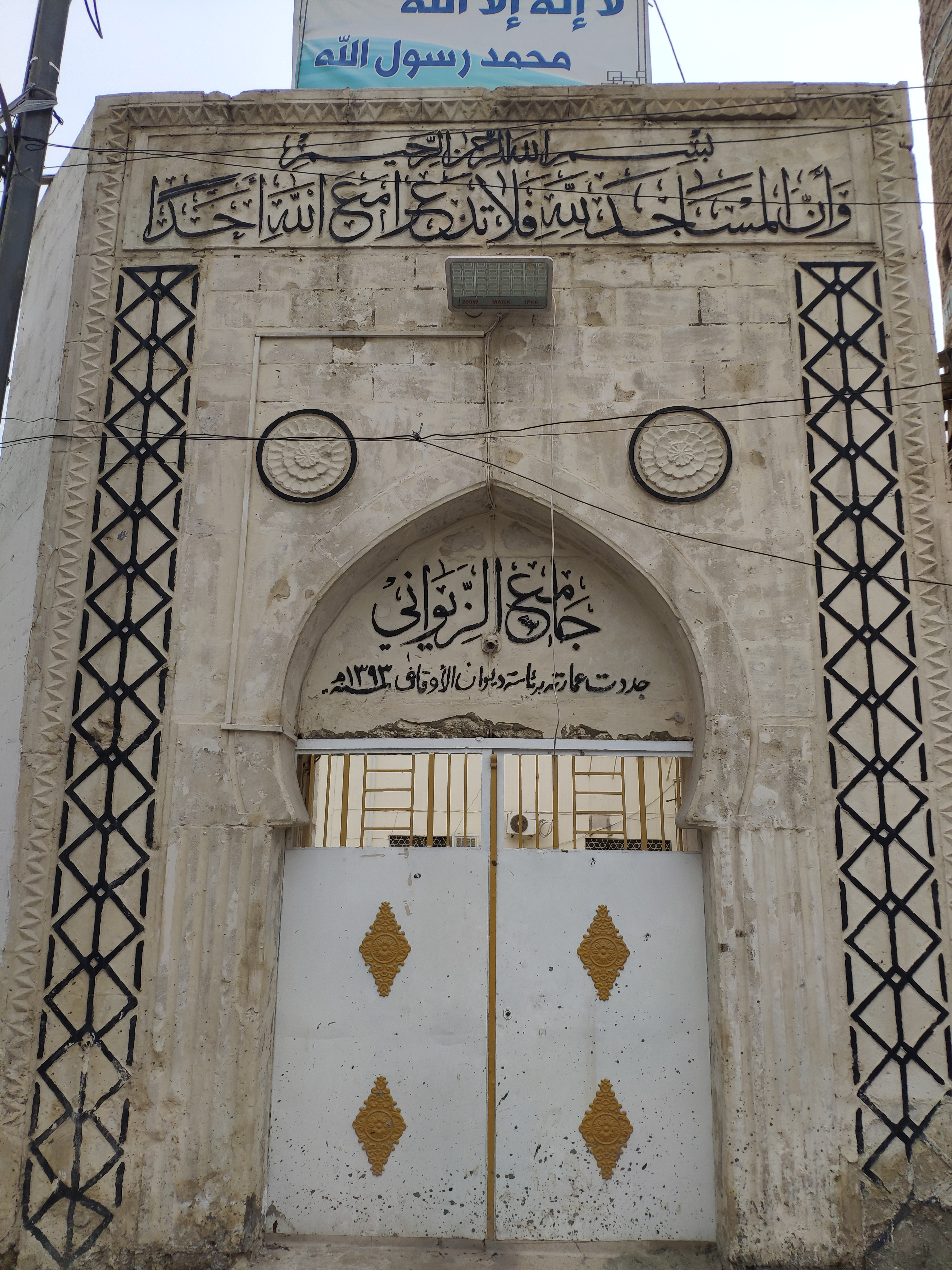
بوابة الجامع
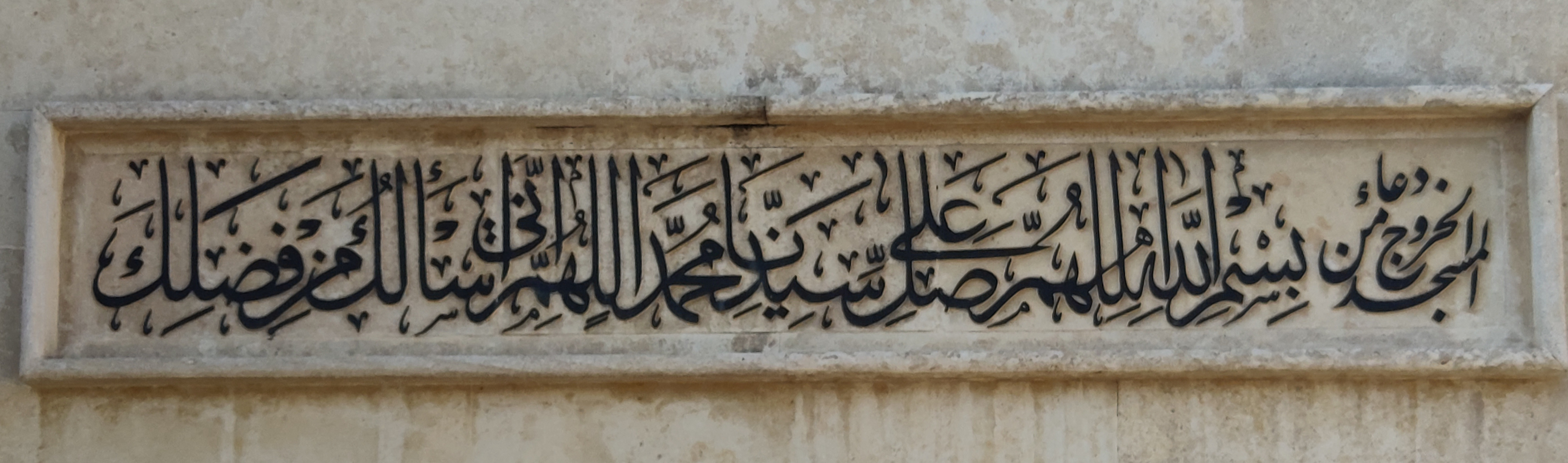
دعاء الخروج فوق باب الجامع